# 존 푸
존 푸(Jon Foo, 1982년 10월 30일 ~ )는 잉글랜드의 배우이다.

## 출연 작품
- 러시 아워(영어판) (2016)
- 듀얼리티 (2014)
- 바이킹덤-신과의 전쟁 (2013)
- 옹박 4: 리얼 액션 마스터 (2011)
- 철권 (2010)
- 유니버셜 솔저 3 - 리제너레이션 (2009)
- 정무가정 (2005)
- 시차7소시 (2004)